# Ravna Gora (Croacia)
Ravna Gora es un municipio de Croacia en el condado de Primorje-Gorski Kotar.

## Geografía
Se encuentra a una altitud de 792 m s. n. m. a 113 km de la capital nacional, Zagreb.

## Demografía
En el censo 2011 el total de población del municipio fue de 2430 habitantes, distribuidos en las siguientes localidades:
- Kupjak - 227
- Leskova Draga - 10
- Ravna Gora - 1 709
- Stara Sušica - 262
- Stari Laz - 201
- Šije - 21

| Gráfica de población de Ravna Gora 1857-2011                        |
|                                                                     |
| Según los censos de población de la oficina estadística de Croacia. |